# NGC 3012
NGC 3012 (również PGC 28270 lub UGC 5262) – galaktyka eliptyczna (E), znajdująca się w gwiazdozbiorze Małego Lwa. Odkrył ją Heinrich Louis d’Arrest 30 kwietnia 1862 roku.